# Francisco Sánchez (zwemmer)
Francisco Demetrio Sánchez Betancourt (Cumaná, 6 september 1976) is een voormalig internationaal topzwemmer uit Venezuela, die in 1995 de gouden medaille won op de 50 meter vrije slag bij de wereldkampioenschappen kortebaan (25 meter) in Rio de Janeiro. Twee jaar later, bij de WK kortebaan in Göteborg, schreef de sprinter uit Zuid-Amerika zowel de 50 als de 100 vrij op zijn naam. Sánchez stond te boek als een kortebaanspecialist bij uitstek; op de olympische langebaan (50 meter) kwam hij steevast te kort. Hij was de vlaggendrager van zijn vaderland bij de openingsceremonie van de Olympische Spelen 1996 in Atlanta.